# كانيتشي فوجيوارا
كانيتشي فوجيوارا هو متسابق دراجات نارية لمسافات طويلة وكاتب ياباني.

## رحلاته

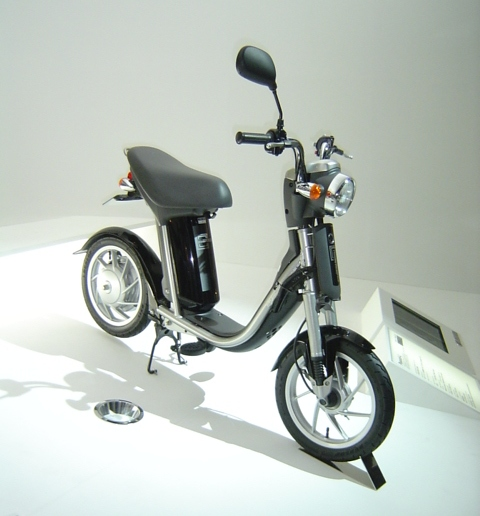
نموذج ياماها باسول المستخدم في الرحلات في الفترة 2004-2008

في الفترة ما بين مايو 1987 وأغسطس 1999 ، سافر كانيتشي إلى عدة قارات بعدد من الدراجات النارية الصغيرة بما في ذلك هوندا سوبر كوب وهوندا سي تي50 مُترا وهوندا غوريلا ودراجة هوندا ديو.
ووثقت رحلة عام1995 حول اليابان في كتابه لعام1997 الذي جاء تحت عنوان لقيط الدراجة جائع في شوارع اليابان (The Original Bike Bastard Starving Around Japan)
في الفترة ما بين مارس 2004 ومايو 2008 قام فوجيوارا برحلة حول العالم على دراجة ماركة ياماها باسول قاطعًا مسافة 50552 كيلومترا(31412 ميلا)، وذلك على طريق يضم أستراليا بداية من سيدني مرورًا بـ بيرث وتايلاند ومن الهند إلى لشبونة ومن جنوب إفريقيا إلى كينيا، وفي أمريكا من نيويورك إلى سان فرانسيسكو (44 دولة)،وبذلك قد يكون فوجيوارا أول طواف حول العالم يستخدم الدراجة الكهربائية. زار فوجيوارا مواقع الأشجار المقدسة في مختلف البلدان ووثقها لنشر الوعي بالنقل الأخضر(وسائل النقل القائمة على معايير مراعاة البيئة).
كانت الدراجة التي استخدمها للطواف حول العالم في الفترة ما بين2004- إلى 2008 برعاية ياماها، وكانت تزن45 كيلوجراما(99رطل)، وتبلغ سرعتها القصوى 30كم/ساعة، وتقطع مسافة 20 كم اعتمادا على بطاريتها، وحتى مع وجود ست بطاريات تمكنه من قطع مسافة 100 كيلومتر اضطر شريكه إلى نقل البطاريات المشحونة إليه من أجل عبور سهل نولاربور (Nullarbor) في أستراليا.
وفي الفترة ما بين أبريل 2009 ونوفمبر 2013 قطع فوجيوارا مسافة 100,000 كيلومتر عبر الطرق السريعة الرئيسية باليابان على دراجة هوندا سوبر كوب، وذلك براعية مورد ملابس الدراجات النارية Rough & Road ومدعوما بنشر سلسلة رحلاته في المجلة اليابانية Tandem Style وأيضا على مدونته الخاصة.

## مجال الصحافة الإلكترونية
بالإضافة إلى العديد من المدونات التي تغطي رحلاته بالدراجات البخارية ففوجيوارا هو أيضا ناقد طعام حيث يغطي عموده المسمى بـ "Tabigohan" أغذية الطرق التي تباع في محطات على جانبي الطرق وفي أماكن يابانية أخرى وذلك تابع لـ BBB-Bike: منشور على الإنترنت تابع لمنشأة BDS التجارية اليابانية الكبيرة.